# Ноэль, Клеман
Клема́н Ноэ́ль (фр. Clément Noël; 3 мая 1997, Ремирмон) — французский горнолыжник, олимпийский чемпион 2022 года в слаломе, многократный победитель этапов Кубка мира. Участник зимних Олимпийских игр 2018 года. Специализируется в слаломе.

## Карьера
Родители — Жан-Кристоф и Лоранс.
Клеман Ноэль дебютировал в гонках FIS 26 ноября 2013 года в Валь Торансе в гигантском слаломе, занял 41-е место. В Кубке Европы дебют пришёлся на 21 января 2014 года в Валь-д’Изере в супергиганте, занял 68-е место. На этапах Кубка мира впервые вышел на старт 13 ноября 2016 года в Леви в слаломе, без квалификации на второй заезд.
13 декабря 2017 года он занял свой первый подиум на Кубке Европы в Обереггене в слаломе (3-й), а на последующем чемпионате мира среди юниоров в Давосе он выиграл золотую медаль в слаломе, выиграв у серебряного призёра Алекса Винатцера 2,77 сек.
Через две недели после победы на юниорском чемпионате мира 20-летний Ноэль выступил на Олимпийских играх 2018 года в Пхёнчхане и занял 4-е место в слаломе, проиграв всего 0,04 сек бронзовому призёру Михаэлю Матту. Также Ноэль выступал в командных соревнованиях, где французы дошли до полуфинала, но сначала уступили швейцарцам, а затем во борьбе за третье место проиграли норвежцам.

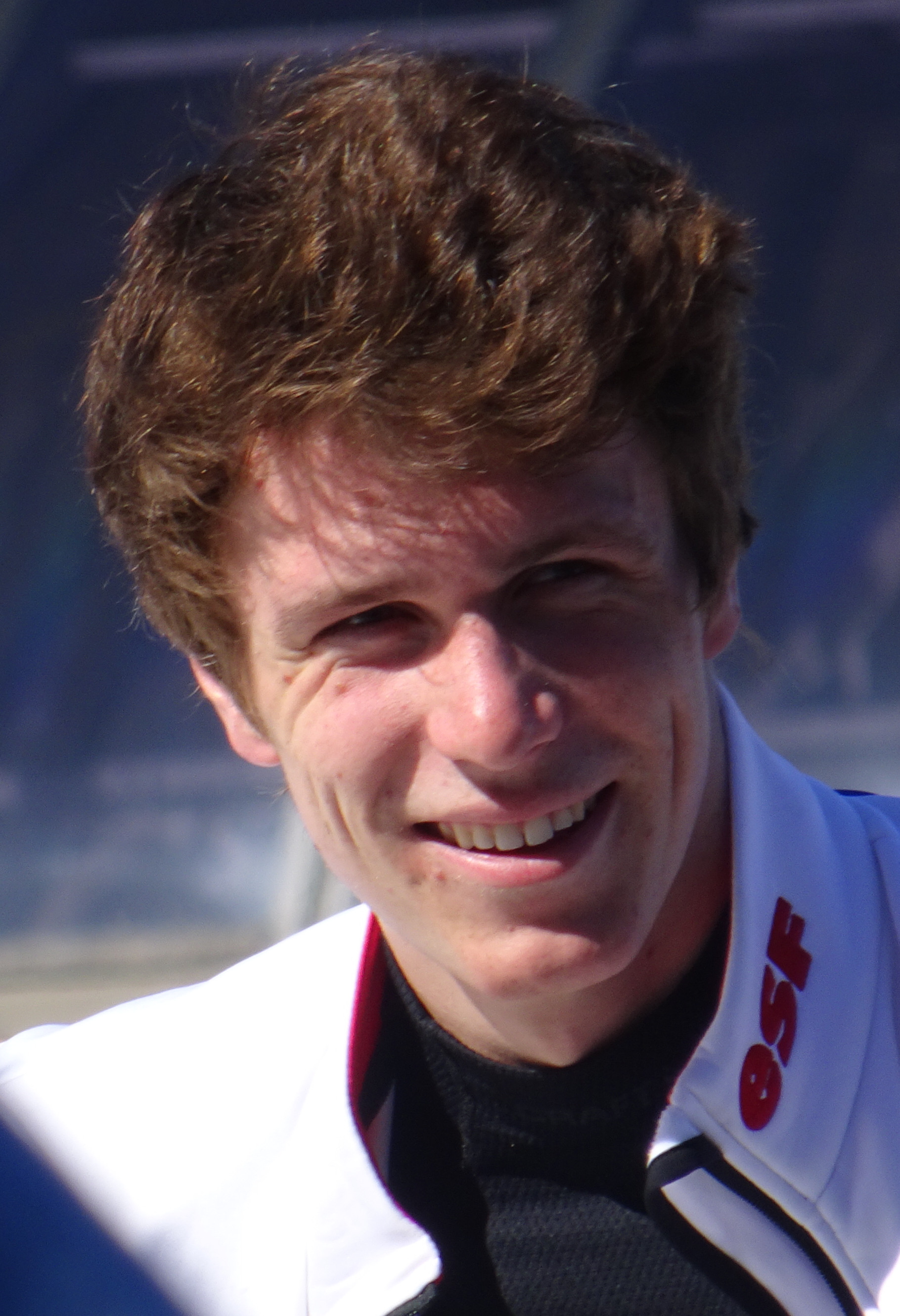
Шамони, 2019 год

13 января 2019 года он впервые поднялся на подиум на этапах Кубка мира. Это случилось в Адельбодене, на трассе слалома он показал второе время по сумме двух попыток.
20 января 2019 года, на этапе в Венгене, он показал лучшее время в слаломе и впервые в Кубке мира одержал победу. После этого уже 26 января он побеждает на этапе в австрийском Кицбюэле. Свою третью победу в сезоне завоевывает на финале Кубка мира на курорте Грандвалира Сольдеу в Андорре, заканчивая сезон на втором месте в зачёте слалома. На чемпионате мира 2019 года в шведском Оре занял седьмое место в слаломе.
В сезоне 2019/20 Ноэль выиграл три этапа Кубка мира в слаломе и вновь стал вторым в Кубке мира в зачёте этой дисциплины (550 очков), уступив всего два очка Хенрику Кристофферсену. В сезоне 2020/21 Ноэль выиграл два этапа Кубка мира и стал вторым в зачёте слалома, уступив австрийцу Марко Шварцу. На чемпионате мира 2021 года в Италии неудачно выступил в слаломе, показав только 21-й результат.
12 декабря 2021 года уверенно выиграл этап Кубка мира в слаломе в Валь-д’Изере, на 1,40 сек опередив шведа Кристоффера Якобсена.
16 февраля 2022 года выиграл золото в слаломе на Олимпийских играх в Пекине. В первой попытке Ноэль показал шестое время, а во второй Клеман был быстрейшим. По сумме двух попыток Ноэль на 0,61 сек опередил Йоханнеса Штрольца. Ноэль стал единственным французом, выигравшим золото в горнолыжном спорте на Играх в Пекине. Последний раз французские горнолыжники выигрывали олимпийское золото в 2006 году.
24 января 2023 года Ноэль выиграл свой 10-й этап Кубка мира в карьере, победив в слаломе в австрийском Шладминге, опередив на 0,07 сек Рамона Ценхойзерна.
В сезоне 2023/24 не сумел выиграть ни одного этапа Кубка мира. Зато в сезоне 2024/25 выиграл два первых слалома — в Леви и Обергургле, доведя побед на этапах до 12. Ноэль вошёл в топ-10 лидеров по победам в слаломе на этапах Кубка мира за всю историю мужского Кубка мира. 11 и 26 января выиграл ещё два этапа в слаломе. Сезон 2024/25 стал первым в карьере Ноэля, в котором он выиграл более трёх этапов Кубка мира.
На чемпионате мира 2025 года в Зальбахе Ноэль лидировал в слаломе после первой попытки, но сошёл во второй.

## Результаты на крупнейших соревнованиях

### Зимние Олимпийские игры
| Олимпийские игры | Скоростной спуск | Супергигант | Гигантский слалом | Слалом | Комбинация | Команды |
| ---------------- | ---------------- | ----------- | ----------------- | ------ | ---------- | ------- |
| 2018 Пхёнчхан    | —                | —           | —                 | 4      | —          | 4       |
| 2022 Пекин       | —                | —           | —                 | 1      | —          | —       |

### Чемпионаты мира по горнолыжному спорту
| Чемпионат мира          | Скоростной спуск | Супергигант | Гигантский слалом | Слалом | Комбинация | Команды | Паралл. гигантский слалом |
| ----------------------- | ---------------- | ----------- | ----------------- | ------ | ---------- | ------- | ------------------------- |
| 2019 Оре                | —                | —           | —                 | 7      | —          | 5       | н/д                       |
| 2021 Кортина-д’Ампеццо  | —                | —           | —                 | 21     | —          | —       | —                         |
| 2023 Куршевель/Мерибель | —                | —           | —                 | 4      | —          | —       | DNFQ                      |
| 2025 Зальбах            | —                | —           | —                 | DNF2   | DNF SL     | —       | н/д                       |

### Кубок мира

#### Победы на этапах Кубка мира (14)
| №  | Сезон   | Дата        | Место               | Дисциплина  |
| -- | ------- | ----------- | ------------------- | ----------- |
| 1  | 2018/19 | 20 янв 2019 | Венген              | Слалом      |
| 2  | 2018/19 | 26 янв 2019 | Кицбюэль            | Слалом (2)  |
| 3  | 2018/19 | 17 мар 2019 | Грандвалира Сольдеу | Слалом (3)  |
| 4  | 2019/20 | 5 янв 2020  | Загреб              | Слалом (4)  |
| 5  | 2019/20 | 19 янв 2020 | Венген              | Слалом (5)  |
| 6  | 2019/20 | 8 фев 2020  | Шамони              | Слалом (6)  |
| 7  | 2020/21 | 30 янв 2021 | Шамони              | Слалом (7)  |
| 8  | 2020/21 | 14 мар 2021 | Краньска-Гора       | Слалом (8)  |
| 9  | 2021/22 | 12 дек 2021 | Валь-д’Изер         | Слалом (9)  |
| 10 | 2022/23 | 24 янв 2023 | Шладминг            | Слалом (10) |
| 11 | 2024/25 | 17 ноя 2024 | Леви                | Слалом (11) |
| 12 | 2024/25 | 24 ноя 2024 | Обергургль          | Слалом (12) |
| 13 | 2024/25 | 11 янв 2025 | Адельбоден          | Слалом (13) |
| 14 | 2024/25 | 26 янв 2025 | Кицбюэль            | Слалом (14) |